# Drepanogynis inapplicata
Drepanogynis inapplicata är en fjärilsart som beskrevs av Walker 1863. Drepanogynis inapplicata ingår i släktet Drepanogynis och familjen mätare. Inga underarter finns listade i Catalogue of Life.